# Bussy-la-Pesle (Côte-d'Or)
Bussy-la-Pesle è un comune francese di 65 abitanti situato nel dipartimento della Côte-d'Or nella regione della Borgogna-Franca Contea.

## Società

### Evoluzione demografica
Abitanti censiti